# Єрфелла (комуна)
Комуна Єрфелла (швед. Järfälla kommun) — адміністративно-територіальна одиниця місцевого самоврядування, що розташована в лені Стокгольм у центральній Швеції.
Єрфелла 279-а за величиною території комуна Швеції. Адміністративний центр комуни — район Стокгольма Якубсберг.

## Населення
Населення становить 68 210 чоловік (станом на січень 2013 року). 
| Кількість населення комуни Єрфелла за 1970-2010 роки | Кількість населення комуни Єрфелла за 1970-2010 роки | Кількість населення комуни Єрфелла за 1970-2010 роки | Кількість населення комуни Єрфелла за 1970-2010 роки | Кількість населення комуни Єрфелла за 1970-2010 роки |
| ---------------------------------------------------- | ---------------------------------------------------- | ---------------------------------------------------- | ---------------------------------------------------- | ---------------------------------------------------- |
| Рік                                                  |                                                      |                                                      | Населення                                            |                                                      |
| 1970                                                 | 1970                                                 |                                                      | 49 261                                               | 49 261                                               |
| 1975                                                 | 1975                                                 |                                                      | 51 549                                               | 51 549                                               |
| 1980                                                 | 1980                                                 |                                                      | 53 321                                               | 53 321                                               |
| 1985                                                 | 1985                                                 |                                                      | 56 020                                               | 56 020                                               |
| 1990                                                 | 1990                                                 |                                                      | 56 359                                               | 56 359                                               |
| 1995                                                 | 1995                                                 |                                                      | 58 675                                               | 58 675                                               |
| 2000                                                 | 2000                                                 |                                                      | 60 471                                               | 60 471                                               |
| 2005                                                 | 2005                                                 |                                                      | 61 743                                               | 61 743                                               |
| 2010                                                 | 2010                                                 |                                                      | 66 211                                               | 66 211                                               |
| Джерело: SCB                                         |                                                      |                                                      |                                                      |                                                      |

## Населені пункти
Комуну формує частина одного міського поселення (tätort):
- Стокгольм (Stockholm) (частина Якубсберг)

## Галерея

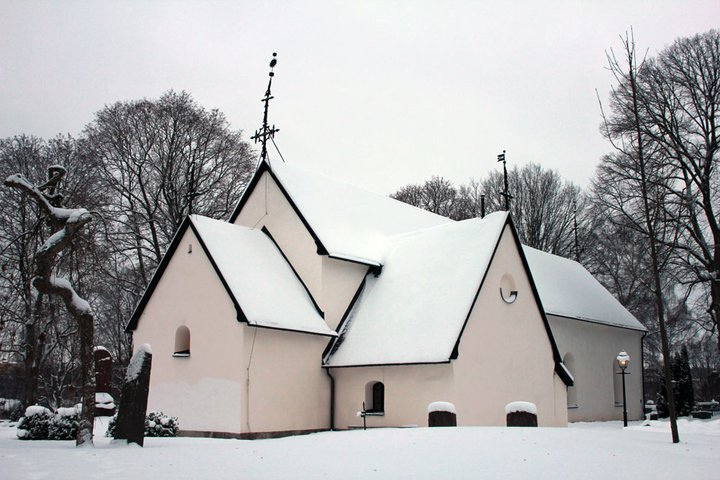
Церква (Єрфелла)
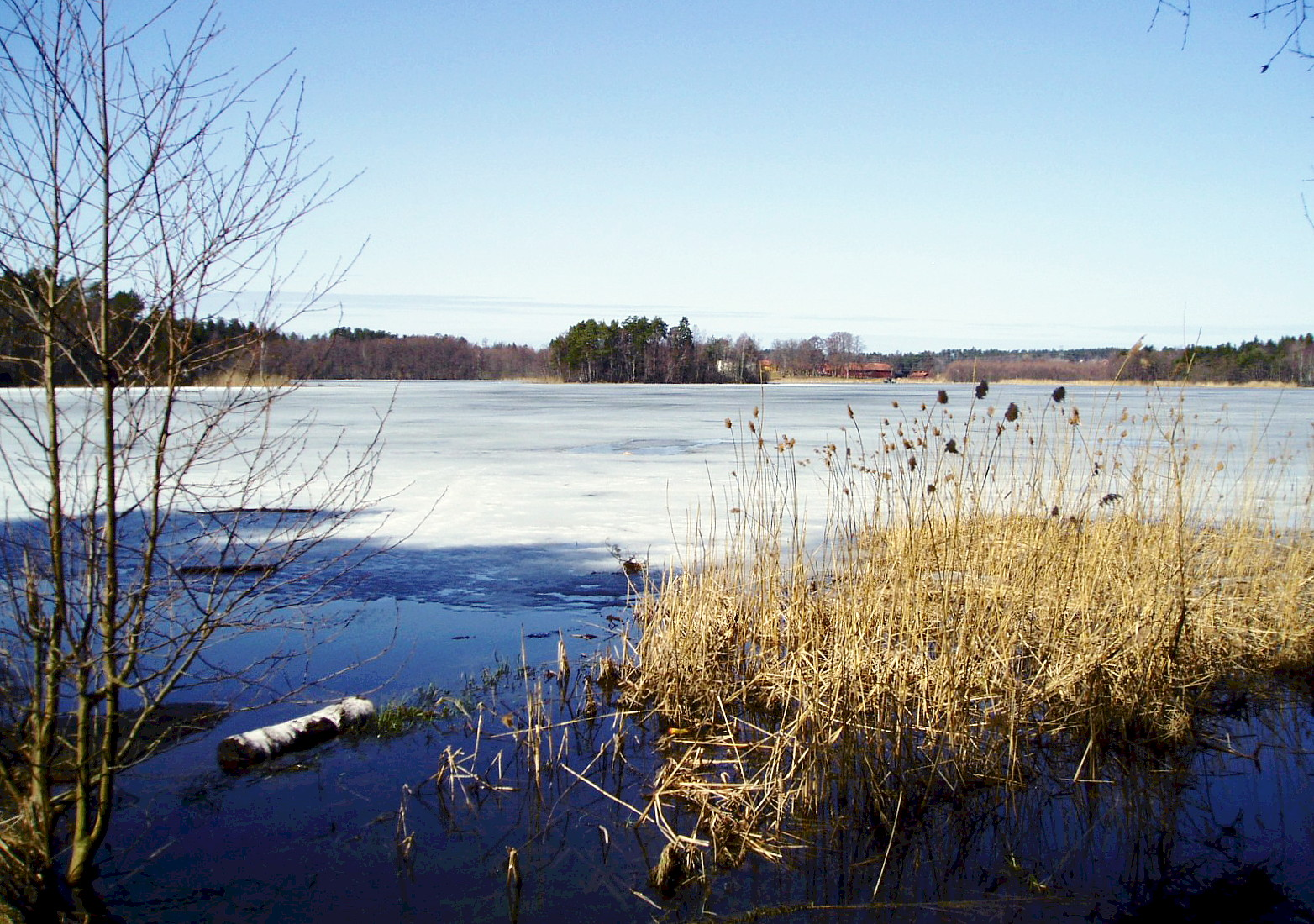
Озеро Евершен
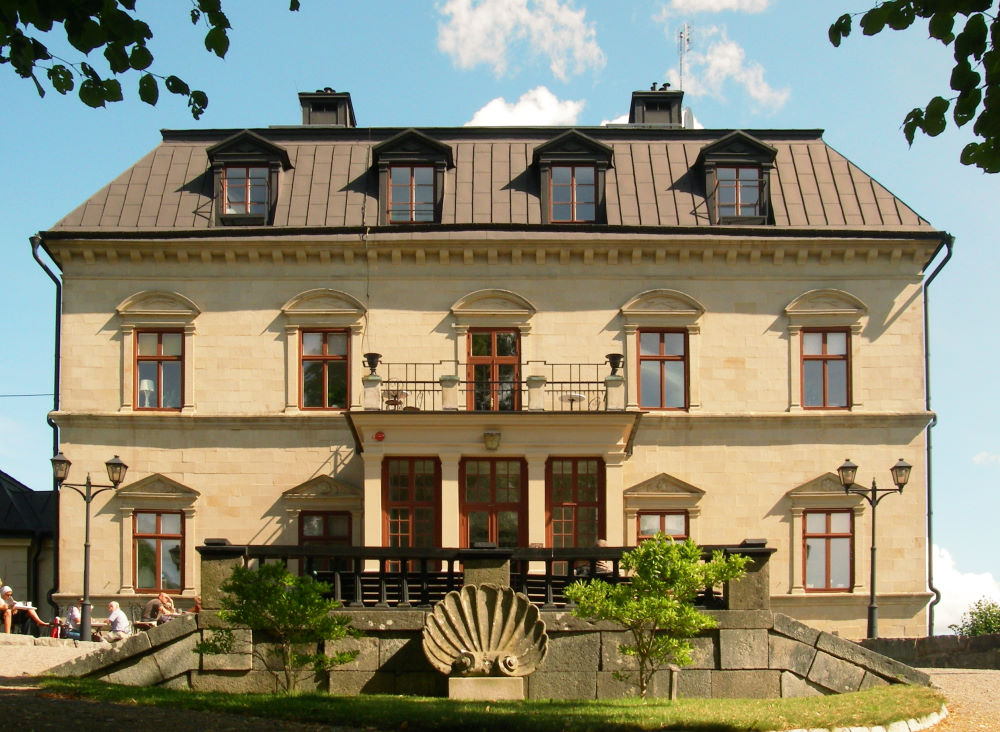
Замок Йорвельн

## Виноски
1. ↑  Andersson P. Sveriges kommunindelning 1863-1993 — Mjölby: Draking, 1993. — 132 с. — ISBN 978-91-87784-05-7
2. ↑  Claes Thunblad (S) kontaktinformation
3. ↑  Folkmangd i riket, lan och kommuner (шв.) . Центральне бюро статистики Швеції. Архів оригіналу за 20 серпня 2013. Процитовано 28 лютого 2013.